# Propofol
El propofol es un agente anestésico intravenoso de corta duración, descubierto por el veterinario británico Dr. Glen,  con licencia aprobada para la inducción de la anestesia general en pacientes adultos y pediátricos mayores de 3 años, mantenimiento de la anestesia general en adultos y pacientes pediátricos mayores de 2 meses, y para sedación en el contexto de unidades de cuidados intensivos (por ejemplo, pacientes bajo ventilación mecánica e intubación traqueal), o procedimientos diagnósticos (por ejemplo, endoscopia y radiología intervencionista). También se puede utilizar como antiemético en dosis muy bajas por vías inespecificas. Su utilización está aprobada en más de 50 países.

## Composición química
Es un diisopropilfenol. Desde su descubrimiento en 1977 se han desarrollado varias fórmulas para conseguir diluirlo en agua, ya que es un compuesto hidrofóbico. Actualmente se utiliza una formulación basada en aceite de soja, propofol, fosfolípido de huevo, glicerol, hidróxido de sodio y EDTA (como preservante). Nuevas formulaciones se están desarrollando para mejorar su tolerancia. La apariencia tradicional es blanca lechosa y las modernas formulaciones son transparentes otorgándole ventajas significativas sobre su predecesor.

## Farmacocinética y farmacodinámica
Se une in vivo a las proteínas plasmáticas, y es metabolizado en el hígado principalmente. Su vida media es corta (se desintegra pasados entre unos minutos y una hora). Los fármacos inductores intravenosos como el propofol actúan sobre receptores GABA-A subunidades β2, β3 y β5 para producir sedación, hipnosis y amnesia respectivamente. La acción de estos fármacos anestésicos sobre receptores GABA-A subunidad β3 está relacionada con la inmovilidad.

## Efectos secundarios
Entre sus efectos secundarios se pueden listar los siguientes: depresión cardiorrespiratoria, amnesia, mioclonías, dolor en la zona de administración y reacciones alérgicas en individuos sensibles a sus componentes.
Puede ocasionar un paro cardiorrespiratorio si es administrado con algún antidepresivo.
Puede producir un amplio espectro de efectos adversos raros hasta la muerte

## Gente destacada
Este fármaco fue asociado a la muerte del cantante Michael Jackson, el 25 de junio de 2009, según la autopsia que le fue realizada el 26 de junio (el día siguiente a su muerte) de ese mismo año y a la muerte de Joan Rivers, el 4 de septiembre de 2014, la cual fue sedada con propofol para hacerle una cirugía ambulatoria, según reveló la Jefatura de Medicina de la ciudad de Nueva York,Estados Unidos el 15 de octubre de 2014. La actriz a su vez murió por el paro ocasionado al consumir el fármaco.